# Nagysomkút
Nagysomkút (románul Șomcuta Mare, németül Gross-Schomkut) fiatal város Romániában Máramaros megyében.

## Fekvése
Nagybányától 25 km-re délnyugatra fekszik.

## Története
Nevét 1405-ben Somkwth, 1475-ben Sumkwth-nak írták, s a kővári uradalomhoz tartozott.
1555-ig a Drágfi családé volt, utána pedig a Kővárvidék része lett.
A 18. század elején a gróf Telekiek kaptak rá adományt.
Kővár lerombolása után az addig jelentéktelen, Kővártól nyugatra, a szatmárnémeti és nagybányai főút találkozásánál fekvő község fejlődésnek indult, és alig egy évszázad alatt a járás legnagyobb helységévé, és Kővárvidék központjává lett.
Fellendült ipara, kereskedelme is. Kórház, iskolák, vármegyeháza, tűzoltóság stb épült itt.
1848 májusában itt hirdették ki a Kővárvidék visszacsatolását is Szatmár megyéhez.
Nagysomkút Manasztria, vagy Manosztéra nevű dűlője egy régi monostor emlékét őrzi.
A település határában feküdt egykor az azóta elpusztult Balkonia nevű község is. Nevét 1405-ben említik először, majd 1424-ben még feltűnik Balkfalva néven, majd az évszázad végén, a következő század elején nyoma vész, valószínű a török időkben pusztult el.
1910-ben 3013 lakosából 1505 magyar (49,95%) és 1411 román (46,83%) volt. A trianoni békeszerződésig Szatmár vármegye Nagysomkúti járásához tartozott.
2002-ben társközségeivel együtt 7708 lakosából 6810 román (88,34%), 167 magyar (2,03%), 772 cigány (10,01%) és 6 egyéb (0,07%) nemzetiségű lakosa volt. 2006-ban Tiszafüred testvértelepülése lett.
Vende Aladár szerint: Nagysomkút, nagyközség, a somkúti járás főhelye. Van benne 518 ház, köztük 438 fából. 2544 lakosa felerészben magyar és oláh; vallásra nézve 1395 g. kath., 312 r. kath., 228 ref., 582 izr. Magyarul 1603 beszél s írni-olvasni 1132 tud. Határa 4205 k. hold. Nevét 1405-ben Somkwth, 1475-ben Sumkwth-nak írják. Hajdan jelentéktelen kis község volt s a kővári uradalomhoz tartozván, 1555-ig a Drágfi családé. Azontúl a Kővárvidék része s a gróf Telekiek kaptak rá adományt a XVIII. század elején. Kővár lerombolása után kezdett nőni a község és két évszázad alatt a járás legnagyobb helységévé és a Kővárvidék középpontjává lett. Főutczáján áll ma is a régi Kővárvidék vármegyeháza, a mely az újabb korban szerepét vesztve, most a kir. járásbíróság, telekkönyvi hivatal, főszolgabiróság, adóhivatal, állami iskola és bírósági börtön helyisége. Van a községben nagy közkórház is, kővárvidéki és polgári olvasókör; tűzoltó-egylet és gör. kath. énekkar. A régi gör. kath. templom 1890-ben, a r. kath. pedig 1896-ban épült. Ipara és kereskedelme az újabb időben nagyon fellendült; a Lamarche-czégnek nagy fűrészgyára van itt; pénzintézet három is van: a Kővárvidéki takarékpénztár, a Chiorana takarékpénztár és a Kereskedelmi-bank. A gróf Teleki családnak most is szép birtoka és gróf Teleki Sándornak szép kastélya van itt. Mikor 1848-ban, a nemzetiségi fölkelés miatt, a családnak menekülnie kellett, előbb Nagybányára, majd ide jött s azóta itt állandó lakást tart fenn. 1848 májusban itt hirdették ki a Kővárvidék visszacsatolását Szatmár vármegyéhez. Főkapitánya akkor gróf Teleki Sándor, alkapitánya Hosszú László volt. Manasztira vagy Manosztéra nevű dülője egy régi monostor emlékét tartja fenn. Határában feküdt hajdan Balkonia nevű község, mely 1405-ben szerepel először. 1424-ben Balkfalwa alakban találjuk említve, de e század végén nyoma vész. A községnek van vasuti állomása, postája, távírója.

## Látnivalók
- Római katolikus templomát 1896-ban építették. A főoltárkép Barabás Miklós munkája, a sziklából katonái számára vizet fakasztó Szent László királyt ábrázolja.
- Görögkatolikus temploma - 1890-ben épült.
- A városban nyaranta népművészeti fesztivált tartanak.
- A református templom 1914-ben épült. Az első világháború kitörésének hónapjában szentelték fel.
- A református parókia volt irodájában Szilágyi Domokos emlékszoba látható.

## Híres emberek
- Itt raboskodott 18 évig, haláláig Zólyomi Dávid hadvezér, Bethlen Gábor unokaöccse és sógora.
- Itt született 1806-ban dr. Bíró László szatmári püspök (1866–1872)
- Itt született 1862-ben Zolnai Gyula magyar nyelvész, egyetemi tanár, az MTA tagja († 1949)
- Itt született 1880-ban Felvinczi Takács Zoltán művészettörténész, egyetemi tanár.
- Itt született 1883-ban Jakab Zoltán festő.
- Itt született 1897-ben Kibédi Sándor költő, író, műfordító.
- Itt született 1913-ban Mátéffy Győző erdélyi magyar népművelő.
- Itt született 1938-ban Szilágyi Domokos  költő.